# Lasioglossum rhytidophorum
Lasioglossum rhytidophorum là một loài Hymenoptera trong họ Halictidae. Loài này được Moure mô tả khoa học năm 1956.